# Bases de Manresa
Les Bases pour la Constitution régionale catalane (catalan : Bases per a la Constitució Regional Catalana), plus connues sous le nom de Bases de Manresa (Bases de Manresa), sont un document présenté par l'Unió Catalanista lors de son premier congrès, devant le conseil des représentants des associations catalanistes réunis en assemblée à Manresa (dans la province de Barcelone) les 25 et 27 mars 1892, définissant un projet d'autonomie gouvernementale pour la Catalogne. Fondamentalement conservateur et régionaliste sur le plan idéologique, elles sont fréquemment considérées comme un texte fondateur du catalanisme politique.

## Présentation
L'assemblée était présidée par Lluís Domènech i Montaner et son secrétaire était Enric Prat de la Riba. La commission de rédaction du document était dirigée par Josep Torras i Bages, évêque de Vic. Les bases étaient inspirées par une idéologie fédéraliste et les anciennes constitutions catalanes de 1585.
Le texte prévoyait la séparation des pouvoirs au niveau du pouvoir central, le pouvoir législatif étant partagé entre le roi et une assemblée régionale, l'exécutif constitué de cinq ministères ou secrétariats et le judiciaire d'un tribunal suprême régional.
Il instaurait l'officialité exclusive de la langue catalane et la maîtrise de celle-ci comme un prérequis obligatoire à l’exercice de la fonction publique.